# لاسلو مساروس
لاسلو مساروس هو لاعب كرة قدم مجري في مركز الوسط، ولد في 12 مايو 1977 في المجر. لعب مع فورتونا سيتارد وفي في في فينلو ونادي دبرتسني.